# Épisodes d'Eyewitness
Cet article présente le guide des épisodes de la série télévisée américaine Eyewitness.

## Distribution

### Acteurs principaux
- Julianne Nicholson (VF : Laurence Sacquet) : Helen Torrance
- Tyler Young (VF : Alexandre Nguyen) : Philip Shea
- James Paxton (en) (VF : Olivier Martret) : Lukas Waldenbeck
- Gil Bellows (VF : Thierry Ragueneau) : Gabe Caldwell
- Warren Christie (VF : Franck Monsigny) : Ryan Kane
- Tattiawna Jones (VF : Marie Diot) : Kamilah Davis

### Acteurs récurrents et invités
- Amanda Brugel (VF : Elisa Bourreau) : Sita Petronelli
- Aidan Devine (VF : Cyrille Monge) : Bo Waldenbeck
- Rainbow Sun Francks (VF : Namakan Koné) : Burlingame
- Matt Murray (VF : Yannick Blivet) : Tony Michaels
- Katie Douglas (VF : Leslie Lipkins) : Bella Milonkovic
- Mercedes Morris (VF : Anne-Charlotte Piau) : Rose
- Carlyn Burchell (VF : Isabelle Volpé) : Anne Shea
- Alex Karzis (en) (VF : Yann Pichon) : Mithat Milonkovic
- Adrian Fritsch : Tommy
- Joel Thomas Hynes : Angel

## Épisodes

### Épisode 1:Secrets de familles
- États-Unis : 16 octobre 2016 sur USA Network
- Belgique : 3 octobre 2017 sur Be Series

- États-Unis : 765 000 téléspectateurs[1]

- Amanda Brugel : Sita Petronelli
- Aidan Devine : Bo Waldenbeck
- Rainbow Sun Francks : Burlingame
- Matt Murray : Tony Michaels
- Carlyn Burchell : Anne Shea
- Mercedes Morris : Rose
- Adrian Fritsch : Tommy
- Shane Daly : Contremaître
- Josh Bainbridge : Stig
- Morgan Bedard : Clint
- Gabriel Darku : Un enfant
- Mal Dassin : Chris Petronelli
- Kristin Shepherd : Agent des services sociaux
- James Eddy : Directeur

### Épisode 2:Protégez les animaux...
- États-Unis : 23 octobre 2016 sur USA Network
- Belgique : 3 octobre 2017 sur Be Series

- États-Unis : 632 000 téléspectateurs[2]

- Amanda Brugel : Sita Petronelli
- Aidan Devine : Bo Waldenbeck
- Katie Douglas : Bella Milonkovic
- Rainbow Sun Francks : Burlingame
- Matt Murray : Tony Michaels
- Alex Karzis : Mithat Milonkovic
- Mercedes Morris : Rose
- Adrian Fritsch : Tommy
- Kimberley Bonhomme : Tracy
- Joel Gagne : Vic
- Laara Sadiq : Directeur du Bureau
- Justin Dashnay : Paramedic
- Courtney Pavao : Jeune agent du FBI #1
- Aaron Hale : Jeune agent du FBI #2

### Épisode 3:Bella, Bella, Bella
- États-Unis : 30 octobre 2016 sur USA Network
- Belgique : 10 octobre 2017 sur Be Series

- États-Unis : 563 000 téléspectateurs[3]

- Amanda Brugel : Sita Petronelli
- Matt Murray : Tony Michaels
- Katie Douglas : Bella Milonkovic
- Rainbow Sun Francks : Burlingame
- Joel Thomas Hynes : Angel
- Mercedes Morris : Rose
- Tennille Read : Serveuse du bar
- Paul Fauteux : Larry
- Laura Hokstad : Étudiant diplômé
- Joseph Cochrane : Videur

### Épisode 4:Mise en scène
- États-Unis : 6 novembre 2016 sur USA Network
- France : 10 octobre 2017 sur Be Series

- États-Unis : 568 000 téléspectateurs[4]

- Amanda Brugel : Sita Petronelli
- Matt Murray : Tony Michaels
- Katie Douglas : Bella Milonkovic
- Rainbow Sun Francks : Burlingame
- Joel Thomas Hynes : Angel
- Aidan Devine : Bo Waldenbeck
- Mercedes Morris : Rose
- Alex Karzis : Mithat Milonkovic
- Mishu Vellani : Médecin
- Chandler Loryn : Serveuse du restaurant
- Claire Calarco : Voisine de Sita
- Daniel Stolfi : Agent de la DEA

### Épisode 5:L'autopsie
- États-Unis : 13 novembre 2016 sur USA Network
- France : 17 octobre 2017 sur Be Series

- États-Unis : 610 000 téléspectateurs[5]

- Amanda Brugel : Sita Petronelli
- Matt Murray : Tony Michaels
- Aidan Devine : Bo Waldenbeck
- Alex Karzis : Mithat Milonkovic
- Joel Thomas Hynes : Angel
- Carlyn Burchell : Anne Shea

### Épisode 6:Le canapé jaune
- États-Unis : 20 novembre 2016 sur USA Network
- France : 17 octobre 2017 sur Be Series

- États-Unis : 622 000 téléspectateurs[6]

- Amanda Brugel : Sita Petronelli
- Matt Murray : Tony Michaels
- Aidan Devine : Bo Waldenbeck
- Rainbow Sun Francks : Burlingame
- Alex Karzis : Mithat Milonkovic
- Joel Thomas Hynes : Angel
- Mercedes Morris : Rose
- Sabryn Rock : Samantha Nunez
- Catherine McNally : Psychiatre de la police

### Épisode 7:Menteurs
- États-Unis : 27 novembre 2016 sur USA Network
- France : 24 octobre 2017 sur Be Series

- États-Unis : 610 000 téléspectateurs[7]

- Matt Murray : Tony Michaels
- Aidan Devine : Bo Waldenbeck
- Rainbow Sun Francks : Burlingame
- Mercedes Morris : Rose
- Krista Bridges : Directeur du FBI
- Martin Roach : Agent du FBI

### Épisode 8:Protection rapprochée
- États-Unis : 4 décembre 2016 sur USA Network
- France : 24 octobre 2017 sur Be Series

- États-Unis : 645 000 téléspectateurs[8]

- Matt Murray : Tony Michaels
- Aidan Devine : Bo Waldenbeck
- Rainbow Sun Francks : Burlingame
- Valerie Buhagiar : Cheryl Pitzker

### Épisode 9:État critique
- États-Unis : 11 décembre 2016 sur USA Network
- France : 31 octobre 2017 sur Be Series

- États-Unis : 638 000 téléspectateurs[9]

- Matt Murray : Tony Michaels
- Aidan Devine : Bo Waldenbeck
- Rainbow Sun Francks : Burlingame
- Carlyn Burchell : Anne Shea
- Mercedes Morris : Rose
- Dayton Sinkia : Infirmier Jourdin
- Darrin Baker : Dr Bider

### Épisode 10:Cible en vue
- États-Unis : 16 décembre 2016 sur USA Network
- France : 31 octobre 2017 sur Be Series

- États-Unis : 741 000 téléspectateurs[10]

- Matt Murray : Tony Michaels
- Aidan Devine : Bo Waldenbeck
- Rainbow Sun Francks : Burlingame
- Carlyn Burchell : Anne Shea
- Mercedes Morris : Rose
- Neil Whitely : Directeur du FBI
- Sarah Hemphill : Infirmière du centre